# Richard-François Bonfin
Richard-François Bonfin est un architecte français, né à Versailles le 30 janvier 1730, et décédé à Bordeaux le 5 mai 1814.

## Biographie
Son père François Bonfin (? 1690 - Bordeaux 1750) est un entrepreneur des bâtiments qui est venu à Bordeaux en 1730 à la demande de Jacques V Gabriel. Il travaille avec ce dernier sur la Place de la Bourse. Le 11 décembre 1747, il est nommé par les jurats ingénieur de la ville de Bordeaux.
À la mort de son père, Richard-François Bonfin prend sa succession et après huit mois de mise à l'épreuve, il est nommé par les jurats de Bordeaux ingénieur de la ville le 13 décembre 1751. En 1753 il reçoit le titre d'inspecteur des travaux de la ville. Puis il est nommé architecte. 
Son fils Michel Jules Bonfin (Bordeaux 1783-1848) lui succède comme ingénieur architecte de la ville de Bordeaux. Il a conçu le nouveau palais de justice, les bains des Quinconces et une usine de tabac dans l'ancien hôtel des fiacres qui existent toujours.
L'architecte bordelais Louis Combes commencera sa carrière dans son atelier.

## Œuvres
Ferdinand Maximilien Mériadec de Rohan, archevêque de Bordeaux en 1769, lui confie la fin des travaux du Palais Rohan et il réalisa plusieurs maisons dans les lotissements des terrains de l'archevêché. Entre 1778 et 1781, il est l'auteur de l'hôtel de Lisleferme situé 5, place Bardineau à proximité du jardin public et en 1784 de la fontaine de la Grave de caractère piranésien.
Pendant la Révolution française de 1789, il continuera à diriger les travaux pour la ville de Bordeaux. Il exercera une influence important dans les milieux artistiques bordelais et imposera ses conceptions dans l'architecture et l'urbanisme de la ville de Bordeaux.
- Palais Rohan 1771-1784
- Hôtel de Lisleferme 1778-1781
- Fontaine de la Grave 1784

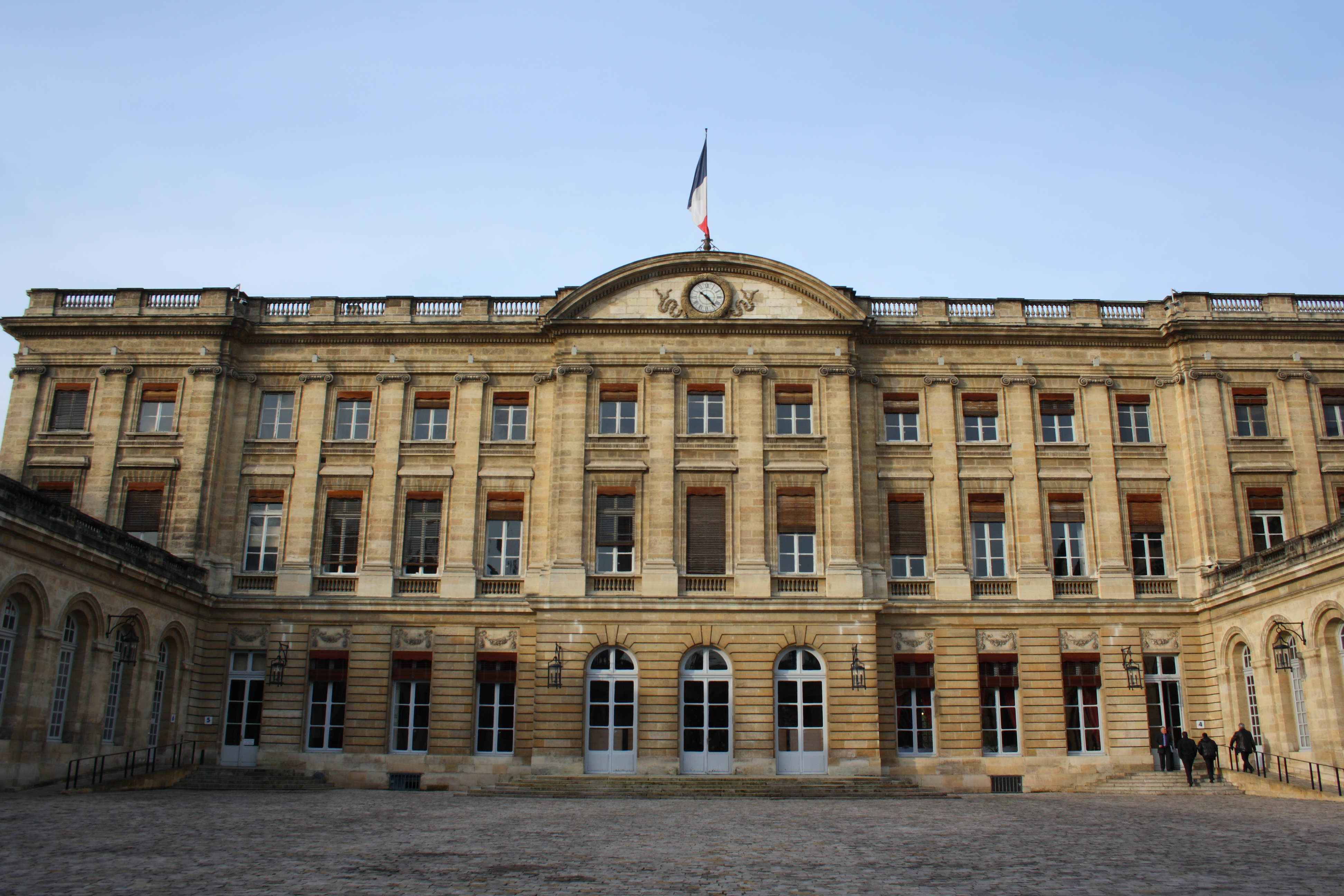
Palais Rohan de Bordeaux
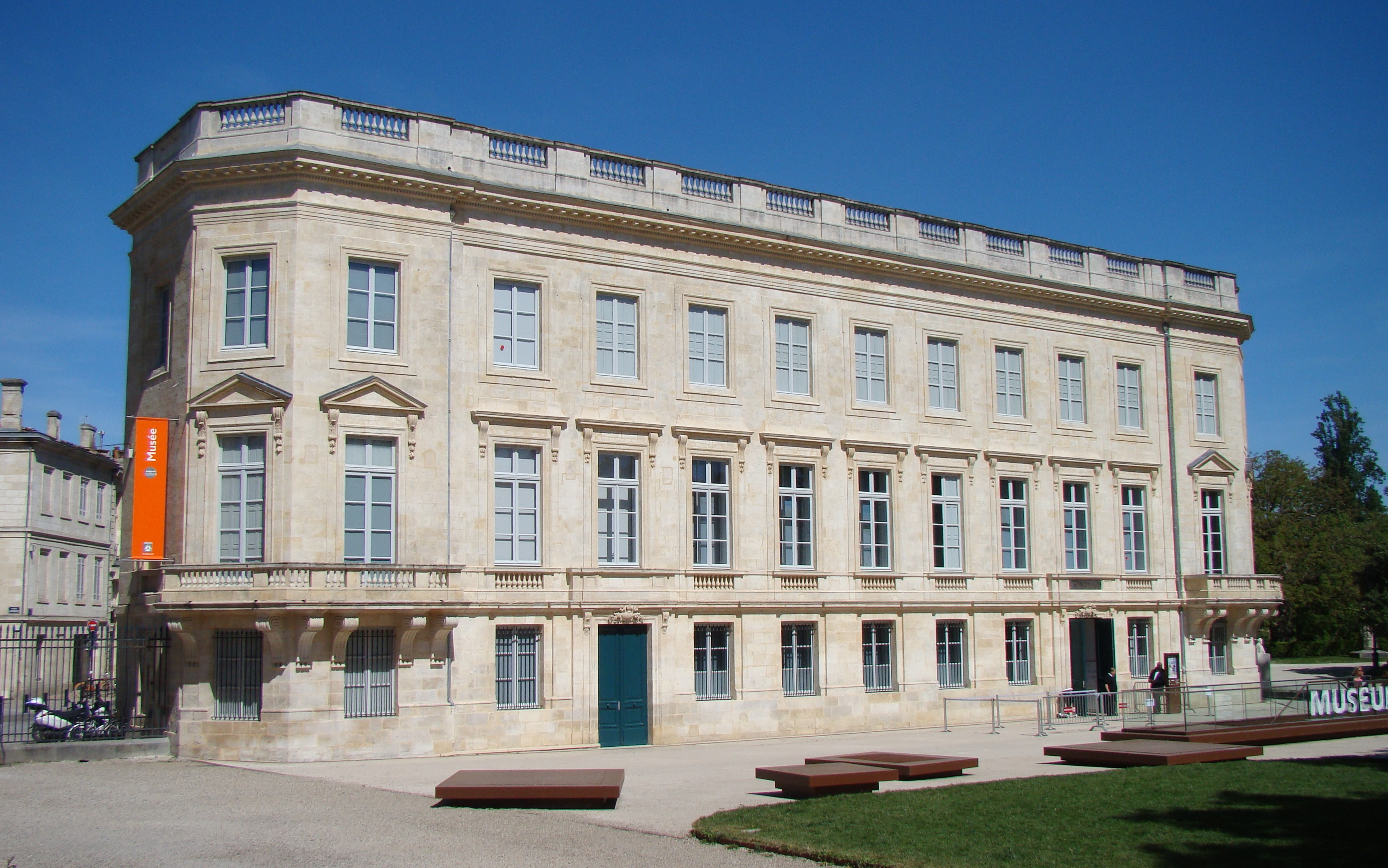
Hôtel de Lisleferme
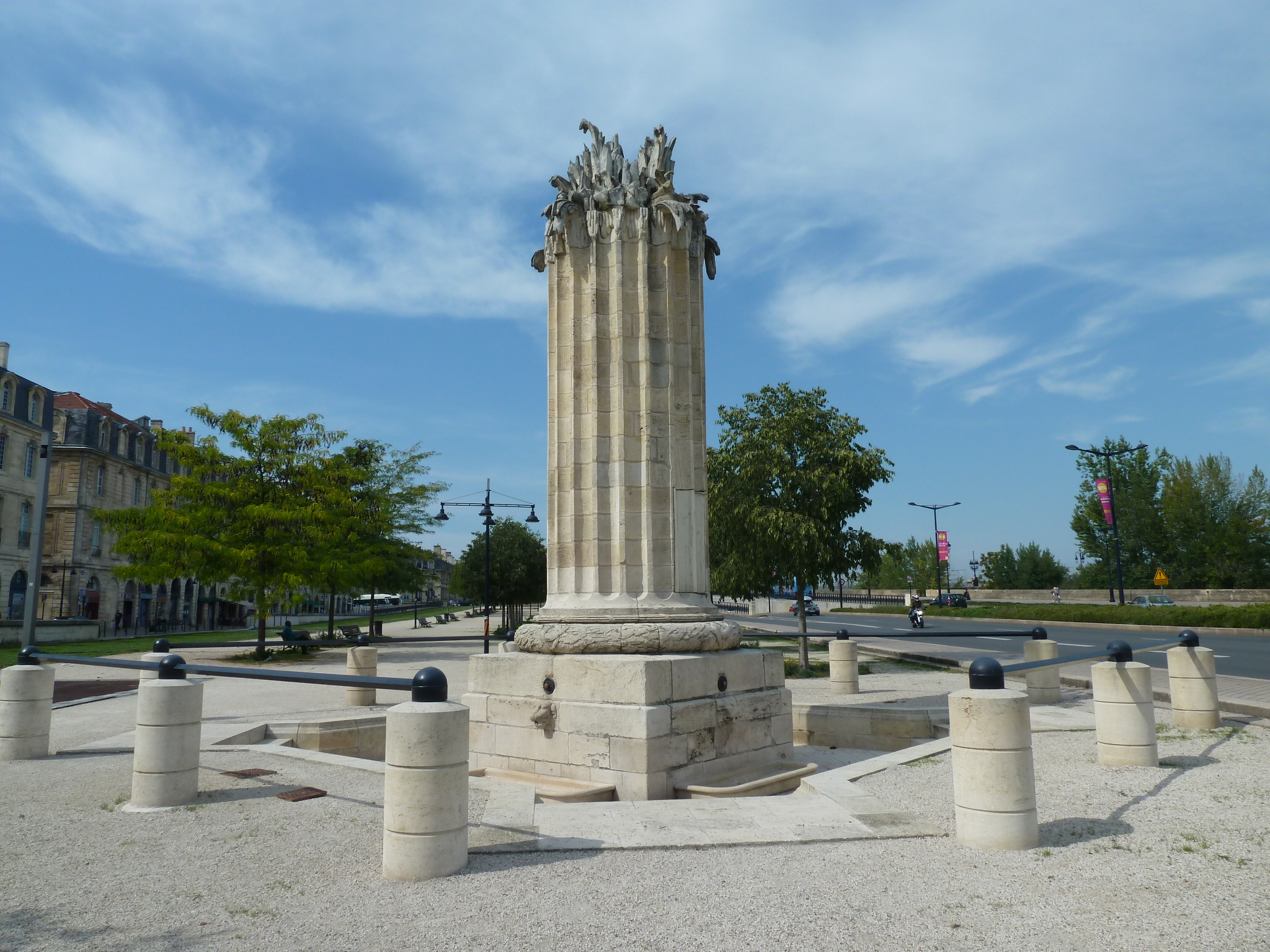
Fontaine de la Grave